# Flusskraftwerk bei Tübingen-Hirschau
Das Flusskraftwerk bei Tübingen-Hirschau am Stauwehr Hirschau ist ein Laufwasserkraftwerk zwischen Tübingen-Hirschau und Tübingen-Weilheim und nutzt das Wasser des Neckars. Das Kraftwerk ist dem sehr viel größeren Wasserkraftwerk Rappenberghalde vorgelagert. Es besitzt eine Fischtreppe am Weilheimer Ufer (Raugerinnebeckenpass).

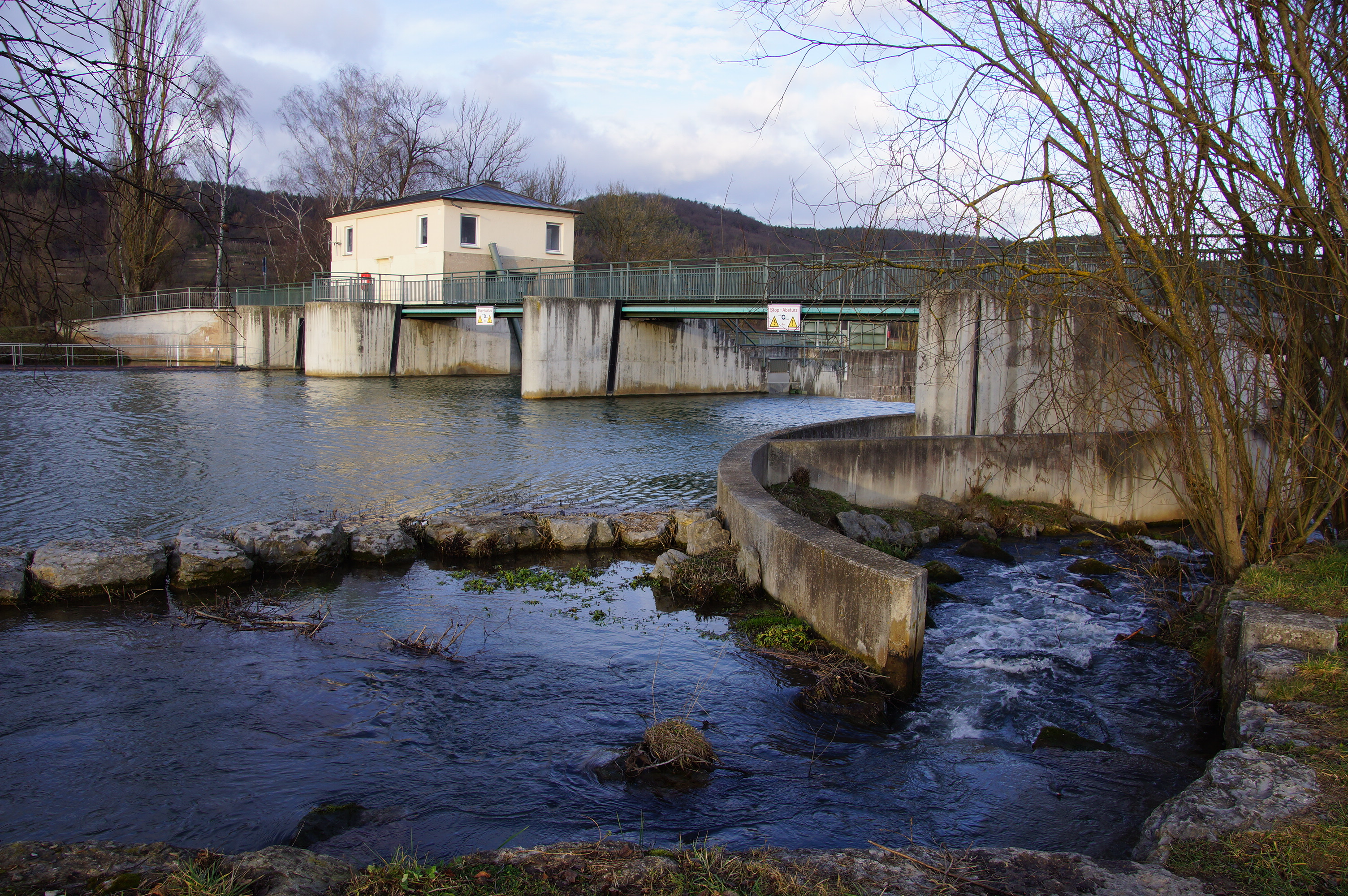
Kraftwerk mit Fischtreppe am rechten Ufer

Das zweigliedrige Klappenwehr hat ein Restwasserkraftwerk, dem 1,35 m³/s Wasser zugeführt werden (Breite des Wehres insgesamt ca. 36 m, Fallhöhe am Wehr 4 m).